# Astragalus tanae
Astragalus tanae är en ärtväxtart som beskrevs av Dmitrii Ivanovich Sosnowsky. Astragalus tanae ingår i släktet vedlar, och familjen ärtväxter. Inga underarter finns listade i Catalogue of Life.